# Stiller Bertalan
Stiller Bertalan (Miskolc, 1837. június 23. – Budapest, 1922. január 3.) magyar belgyógyász, egyetemi tanár, az MTA tagja.

## Élete
Stiller Dávid és Friedmann Rebeka fiaként született. Testvérei Stiller Mór (1842–1917) ügyvéd, jogi szakíró és Stiller Léni, Perczel Károly (1913–1992) apai nagyanyja.
Elemi iskolai tanulmányait a miskolci zsidó iskolában végezte, melyet ekkor Hochmuth Ábrahám, későbbi veszprémi főrabbi vezetett. Ezután a miskolci evangélikus gimnázium tanulója lett. 1852-ben Pestre ment, a Piarista Gimnáziumban végezte a felsőbb négy osztályt. A Bécsi Egyetemen és a Pesti Királyi Tudományegyetemen szerzett orvosi ismereteket. 1862-ben a pesti egyetemen első pályadíjat nyert, s 1863-ban ugyanitt orvosdoktorrá avatták. A következő évben megszerezte a sebészdoktori és szülészmesteri okleveleket. Ezután másodorvosként dolgozott a Pesti Izraelita Hitközség kórházában. 1865-től 1874-ig magángyakorlatot folytatott. 1874-től a budapesti izraelita kórház főorvosaként, majd 1890-től igazgatójaként dolgozott. 1876-ban a has betegségei című tárgykörből magántanárrá habilitálták, 1883-ban pedig nyilvános rendkívüli tanári címet kapott. 1906-ban udvari tanácsossá nevezték ki.
Megállapította különböző betegségek összefüggéseit az általa leírt aszténiás alkattal, és így a konstitúciós patológia úttörőjének tekinthető, aki ugyanakkor a környezet alkatformáló hatását elismerte. Értekezései megjelentek hazai és külföldi szakfolyóiratokban is.
A Kozma utcai izraelita temetőben nyugszik.

### Családja
Házastársa Singer Ernesztina (1844–1920) volt, akivel 1867. augusztus 18-án Pesten kötött házasságot.

## Főbb művei
- Az ideges gyomorbántalmak (Budapest, 1884)
- A lép betegségei (Budapest, 1895)
- Az ideges gyomorbetegségek (1897)
- A hashártya betegségei (1897)
- Az enteroptosis és ideges dispepsia tana bordajel alapján (Különnyomat az Orvosi Hetilapból, Budapest, 1899)
- Néhány szó a phenatiós jelenségről (Különnyomat az Orvosi Hetilapból, Budapest, 1900)
- Az astheniás alkati betegségről (Budapest, 1907)
- Glossen zur Radiologie des Magens (1910)